# Apocalipsi i postapocalipsi a la ficció

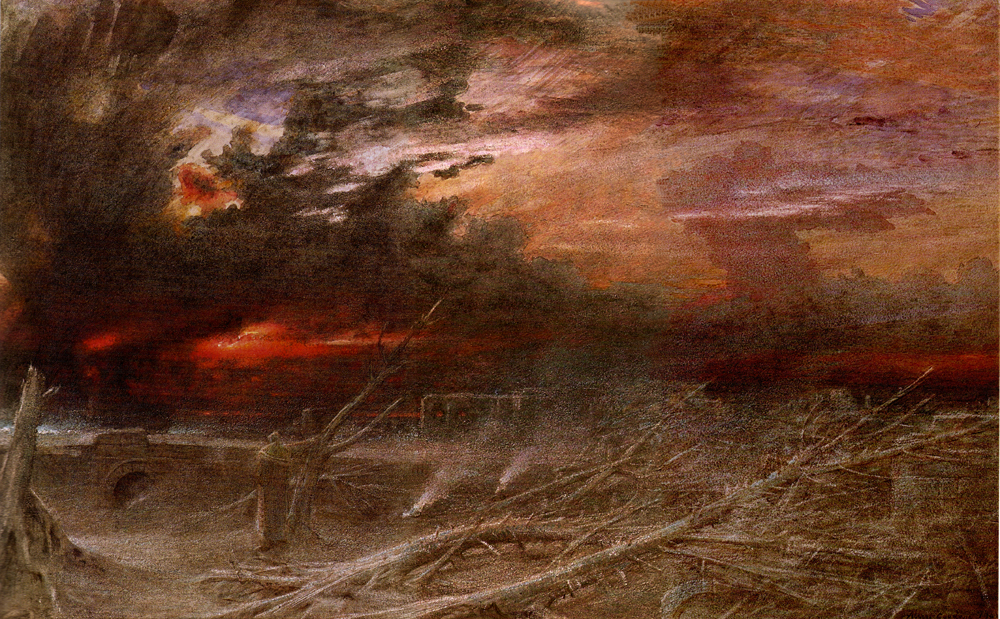
L'apocalipsi és també representat a l'art visual. Com a exemple està el quadre pintat d'Albert Goodwin Apocalipsi (1903).

Les obres de ficció mostrant esdeveniments que impliquen un risc global catastròfic ocorreguent (ficció apocalíptica) o ja passat (ficció postapocalíptica) són nombroses. L'interès per aquest tipus de ficció pot vindre per voler familiaritzar-se amb els possibles futurs.
Les obres d'aquest tipus poden servir per a:
- Discutir assumptes de hui en dia polaritzant-los en l'obra com "a favor" i "en contra".
- Explorar la quotidianitat sense part de la tecnologia (principalment l'electrònica), cosa que és sovint un escenari en aquestes obres.
- Preparar-se psicològicament per a un futur considerat terrible familiaritzant-se en allò que se suposa ocorrerà.[4]

Un dels exemples més antics de nomenament de la possibilitat d'un esdeveniment apocalíptic a una obra de ficció a l'Èpica de Guilgameix quan la deessa Ixtar amenaça a son pare Anu en provocar un apocalipsi zombie.
Giacomo Leopardi utilitzà els relats ficticis de l'extinció de la humanitat a diversos diàlegs per a reflexionar sobre l'antropocentrisme als diàlegs Diàleg entre Hèrcules i Atlas i Diàleg entre un Follet i un Gnom a l'obra Obretes morals.
A la novel·la Cristóbal Nonato del 1987 es mostra a Mèxic com a l'escenari apocalíptic del fem acumulat pel consum humà.
Hi ha una trilogia de novel·les postapocalíptiques (The Passage; The Twelve; The City of Mirrors) escrites per Justin Cronin, on l'última és, a més, distòpica.
A la novel·la The Fire Sermon (2015) de l'autora Francesca Haig la història se situa a un planeta Terra afectat profundament per un apocalipsi nuclear.
En canvi, a la novel·la The Only Ones (2015) de Carola Dibbell, l'esdeveniment apocalíptic és una pandèmia.
A la novel·la No será la Tierra de Jorge Volpi el temps predominant de la història és postapocalíptic, entés com a la fi "del temps lineal del progrés i l'esperança per un alliberament col·lectiu".
Al manga Devilman (1972) de Go Nagai la història es desenvolupa en un apocalíptic encontre entre dimonis retornant a la superfície que ells poblaven i la humanitat. Mentre que a Apocalypse Zero l'esdeveniment apocalíptic és un terratrèmol i a Japan Sinks és una inundació junt uns terratrèmols.
A la pel·lícula 28 Days After (2000) i la seua seqüela 28 Weeks Later (2007) es combina l'apocalipsi zombie amb la distopia. A la pel·lícula Children of Men (2006) es tracta un apocalipsi que consisteix en la probabilitat de l'extinció de l'espècie humana per la nul·la tasa de natalitat.
La pel·lícula del 2002 Reign of Fire mostra el planeta terra conquerit per dracs.
La sèrie d'animació Kill la Kill relata una història on ocorre un apocalipsi causat pels alienígenes coneguts amb el nom de "fibres de vida".
Des de la dècada del 2010 hi ha hagut una explosió d'obres de ficció post-apocalíptiques. Així, la pel·lícula It Comes at Night (2017) és un altre exemple de film post-apocalíptic.